# Starman (série télévisée)
Pour les articles homonymes, voir Starman.
Starman ou L'homme des étoiles au Québec[réf. nécessaire]  est une série télévisée américaine en 22 épisodes de 46 minutes, créée par Bruce A. Evans et Raynold Gideon et diffusée entre le 19 septembre 1986 et le 2 mai 1987 sur le réseau ABC. Il s'agit de l'adaptation du film homonyme de John Carpenter, sorti en 1984.
En France, la série est diffusée à partir du 2 juillet 1988 sur Antenne 2,.

## Synopsis
Un extraterrestre ayant pris forme humaine revient sur Terre pour secourir le fils qu'il a eu quatorze ans plus tôt.

## Distribution
- Robert Hays (VF : Hervé Bellon) : Paul « Starman » Forrester
- Christopher Daniel Barnes : Scott Hayden
- Michael Cavanaugh (en) (VF : Jean-Pierre Leroux) : George Fox
- Erin Gray : Jenny Hayden
- Patrick Culliton : Ben Wylie

## Production

### Tournage
Le tournage a lieu en Californie, ainsi qu'en Arizona et à Nazaré (Portugal).

### Fiche technique
Sauf indication contraire, les informations mentionnées dans cette section peuvent être confirmées par la base de données cinématographiques IMDb,  présente dans la section « Liens externes ».
- Titre original et français : Starman
- Titre québécois : L'homme des étoiles[réf. nécessaire]
- Création : Bruce A. Evans et Ravnold Gideon
- Réalisation : Claudio Guzmán, Mike Gray, Bill Duke, Robert Chenault, Charles S. Dubin, Nick Marck, Nancy Malone, Bob Sweeney, Robert Hays et Ted Lange
- Scénario : Geoffrey Fischer, James S. Henerson, James G. Hirsch, Michael Marks, Peggy Goldman, Tom Lazarus, Steven Hollander, Syrie James, Ross Hirshorn, Leon Tokatyan, Randall Wallace et Laurie Newbound, d'après Starman (1984) de John Carpenter
- Musique : Dana Kaproff et Jack Nitzsche
- Direction artistique : Ross Bellah, Robert Purcell, Joseph M. Altadonna et Mary Dodson
- Costumes : Grady Hunt
- Photographie : Eric D. Andersen
- Montage : Tod Feuerman, Art Stafford et Jack Harnish
- Casting : Dick Dinman et Pam Polifroni
- Production : Mike Gray et John Mason
- Production déléguée : Michael Douglas, James S. Henerson et James G. Hirsch
- Sociétés de production : Michael Douglas Productions, Henerson/Hirsch Productions et Columbia Pictures Television
- Société de distribution :
- Pays de production :  États-Unis
- Langue originale : anglais
- Format : couleur — 1,33:1 — son Mono
- Genre : science-fiction
- Nombre de saisons : 1
- Nombre d'épisodes : 22
- Durée : 52 minutes
- Dates de première diffusion :
  - États-Unis : 19 septembre 1986 sur ABC
  - France : 2 juillet 1988 sur Antenne 2[1],[2]

## Épisodes
1. Le Retour (The Return)
2. Tel père, tel fils (Like Father, Like Son)
3. Une erreur fatale (Fatal Flaw)
4. Des lumières bleues dans la ville (Blue Lights)
5. Les Meilleurs Amis (Best Buddies)
6. Le Rêve secret d'Angela (Secrets)
7. Un coin tranquille (One For The Road)
8. Le Faucon pèlerin (Peregrine)
9. Une nouvelle inattendue (Society's Pet)
10. Fièvre (Fever)
11. La Réconciliation (The Gift)
12. L'Ombre d'un mensonge (The System)
13. Secret professionnel (Appearances)
14. La Sonde (The Probe)
15. Dusty (Dusty)
16. Obstacle (Barriers)
17. Les Arnaqueurs (Grifters)
18. Le Mariage (The Wedding)
19. Père et Fils (Fathers and Sons)
20. Titre français inconnu (Starscape - Part 1)
21. Titre français inconnu (Starscape - Part 2)
22. Le Test (The Test)

## Nominations
- Young Artist Awards 1988[4],[5] :
  - Meilleur acteur dans une série télévisée pour Christopher Daniel Barnes
  - Meilleure série télévisée - Drame familiale